# Sumatra Selatan
Sumatra Selatan (Södra Sumatra) är en provins på sydöstra Sumatra i Indonesien. Längre stavning "Sumatera" var tidigare vanlig men anses numera som felaktig . Provinsens yta uppgår till 91 592 km² och befolkningen 2020 var 8 467 432 invånare.

## Administrativ indelning
Provinsen är indelad i fyra städer och 13 regentskap.
| Stad         | Yta (km²) | Invånare 2020 |
| ------------ | --------- | ------------- |
| Lubuklinggau | 401       | 234 166       |
| Pagar Alam   | 634       | 143 844       |
| Palembang    | 369       | 1 668 848     |
| Prabumulih   | 252       | 193 196       |

| Stad                                | Yta (km²) | Invånare 2020 |
| ----------------------------------- | --------- | ------------- |
| Banyuasin                           | 11 833    | 836 914       |
| Empat Lawang                        | 2 256     | 333 622       |
| Lahat                               | 5 312     | 430 071       |
| Muara Enim                          | 7 384     | 612 900       |
| Musi Banyuasin                      | 14 266    | 622 206       |
| Musi Rawas                          | 6 350     | 395 570       |
| Musi Rawas Utara                    | 6 009     | 188 861       |
| Ogan Ilir                           | 2 666     | 416 549       |
| Ogan Komering Ilir                  | 18 359    | 769 348       |
| Ogan Komering Ulu                   | 4 797     | 367 603       |
| Ogan Komering Ulu Selatan           | 5 494     | 408 981       |
| Ogan Komering Ulu Timur             | 3 370     | 649 853       |
| Penukal Abab Lematang Ilir ("Pali") | 1 840     | 194 900       |